# John Goodsir
John Goodsir, född den 20 mars 1814, död den 6 mars 1867, var en skotsk anatom.
Goodsir, som var professor i Edinburgh, ansågs näst Hunter som Storbritanniens främste i sitt fack. Hans arbeten samlades i Anatomical and Pathological Observations (1860). Postumt utgavs Anatomical Memoirs of John Goodsir (2 band, 1868) av Turner.